# Савін Петро Миколайович
Петро Миколайович Савін (рос. Пётр Николаевич Савин; 19 січня (1) лютого 1906, Москва, Російська імперія — 8 квітня 1981, Москва, РРФСР, СРСР) — радянський актор. Заслужений артист РРФСР (1958).

## Біографія
Народився в родині слюсаря та домогосподарки. Після закінчення школи пішов працювати слюсарем на чавуноливарний завод. В 1925 році знявся в невеликому епізоді фільму «Хрест і маузер», що вплинуло на подальший вибір професії. Того ж року вступив на кінокурси імені Чайковського, навчання на яких став поєднувати з роботою на заводі. Закінчивши кінокурси в 1927 році, став багато зніматися, граючи, в основному, своїх сучасників — молодих робітників і сільських хлопців. Серед кращих робіт раннього періоду: Васька («Мереживо»), Тимошка («Гармонь»), Петро Іванович («Випадкова зустріч»), Ємеля («По щучому велінню»), Гараєв («Тимур і його команда») тощо.
На початку німецько-радянської війни був евакуйований в Алма-Ату, де продовжив роботу на Центральній об'єднаій кіностудії. З 1943 по 1946 роки був актором Центрального театру Червоної Армії. У 1946 році був прийнятий в штат кіностудії «Мосфільм» та театру-студії кіноактора. З 1951 по 1954 працював в театрі Групи радянських військ у Німеччині.
З віком перейшов на ролі другого плану і епізоди, граючи, в основному, робочих, керівних працівників і військових. Серед робіт: Мальцев («За вітриною універмагу»), замполіт («Солдат Іван Бровкін»), Попов («Пригоди Артемка»), Балашов («Шторм»), Чужинець («Нахаленок»), Тимохін («Війна і мир»).
Був тричі одружений. Від першого шлюбу мав дочку, від другого — сина Олександра, який став кінооператором. Втретє одружився в 1946 році і прожив з дружиною до своєї смерті.
В результаті хвороб, в 1975 році був змушений звільнитися з «Мосфільму».
Похований в Москві на Востряковському кладовищі.

## Фільмографія
- 1925: Хрест і маузер — хуліган
- 1927: Кінокар'єра дзвонаря (короткометражний) — Петя
- 1928: Мереживо — Васька
- 1928: Бранці моря — червоноармієць
- 1929: Чорне вітрило — Найдьонов, комсомолець
- 1930: Соромно сказати — Федя Лящ, військовий моряк
- 1931: Особа ворога — Яшка Степанов
- 1931: Розгром — Чиж
- 1932: Крила — Олексій
- 1933: Зрада — епізод
- 1933: Конвеєр смерті — Крісті, листоноша
- 1934: Гармонь — Тимошка-гармоніст
- 1935: Дуель (короткометражний) — Валентин
- 1935: Останній табір — Сенько, конюх
- 1936: Про дивацтва любові — баяніст санаторію
- 1936: Випадкова зустріч — Петро Іванович, конструктор іграшок
- 1937: Ущелина Аламасів — Светланов, кінооператор експедиції
- 1938: Гайчі — епізод
- 1938: По щучому велінню — Ємеля
- 1939: Боротьба триває — Ганс, комсомолець
- 1939: Комендант Пташиного острова — червонофлотець
- 1939: Особиста справа — вчитель
- 1939: Ніч у вересні — шахтар, Слива, диригент самодіяльного оркестру
- 1939: Трактористи — танкіст, один Клима Яскраво
- 1940: Тимур і його команда — Георгій Гараєв, дядько Тимура
- 1941: Бойова кінозбірка № 3 — розвідник Бєлкін в новелі «Мужність»
- 1941: У тилу ворога — командир батареї
- 1941: Весняний потік — Костя Уманцев, старший піонервожатий
- 1943: Син Таджикистану — боєць
- 1944: Поєдинок — черговий адміністратор
- 1945: Це було в Донбасі — гімназист
- 1946: Наше серце — конструктор
- 1946: Перша рукавичка — уболівальник
- 1947: Хлопчик з околиці — помічник машиніста
- 1947: Повість про «Несамовитого» — Кочетков
- 1948: Мічурін — член ревкому
- 1948: Повість про справжню людину — шофер вантажівки
- 1948: Шлях слави — нормувальник
- 1949: Сталінградська битва — гвардієць
- 1955: За вітриною універмагу — лейтенант міліції Мальцев
- 1955: Солдат Іван Бровкін — замполіт
- 1956: Два життя (короткометражний) — коваль Федір
- 1956: Море кличе — Петро, рибалка
- 1956: Образа (короткометражний) — епізод
- 1956: Пригоди Артемки — матрос 2-го класу Попов
- 1956: Пролог — Косий
- 1957: Дівчина без адреси — лейтенант міліції
- 1957: До Чорного моря — Стрельников, викладач автошколи
- 1957: На острові Дальному… — Кравцов
- 1957: Мета його життя — Гапоненко
- 1957: Шторм — Степан Балашёв
- 1958: Дорога моя людина — кухар польової кухні
- 1958: Стукайте в будь-які двері — шофер таксі
- 1959: У нашому місті (короткометражний) — епізод
- 1959: Зорі назустріч — Єгоров
- 1959: Доля людини — господар будинку
- 1960: Ровесник століття — Бутягин
- 1960: Російський сувенір — начальник мисливського господарства
- 1966: «Я солдат, мамо»